# Мэн (гексаграмма)
Мэн (кит. 蒙; пиньинь: mēng) — 4-я из 64-х гексаграмм «Ицзина». Недоразвитость.
Внизу триграмма Кань (Вода; 坎), вверху триграмма Гэнь (Гора; 艮).

## Перевод гадательных формул и афоризмов
蒙，亨。匪我求童蒙，童蒙求我。初筮告，再三瀆，瀆則不告。利貞。
Недоразвитость, беспрепятственность. Не я ищу недоразвитых, недоразвитые ищут меня. Первое гадание сообщу, второе и третье — смутит, раз смутит, то не сообщу. Благоприятна стойкость.
初六，發蒙，利用刑人，用說桎梏，以往吝。
Начальная — прерывистая, развитие недоразвитого, благоприятно пытать людей, снимать кандалы, продолжение к сожалению.
九二，包蒙吉，納婦吉，子克家。
Вторая — сплошная, принимать недоразвитого к счастью, взятие жены к счастью, сын сумеет создать семью.
六三，勿用取女，見金夫，不有躬，无攸利。
Третья — прерывистая, незачем брать жену, увидит богача и не соблюдет себя, ничего благоприятного.
六四，困蒙，吝。
Четвертая — прерывистая, страдающий от недоразвитости, сожаление.
六五，童蒙，吉。
Пятая — прерывистая, юношеская недоразвитость, счастье.
上九，擊蒙，不利為寇，利禦寇。
Верхняя — сплошная, разбить недоразвитость, не благоприятствует быть разбойником, благоприятствует противостоять разбойнику.

## Комментарий
Общий комментарий: Для понимания смысла гексаграммы следует иметь в виду многозначность иероглифа 蒙, среди значений которого нас интересуют следующие:
- удостоиться, сподобиться; иметь честь воспользоваться (напр. советом); получить (от высшего, старшего). Например: 蒙訓 иметь честь получить наставление;
- малолетний, неопытный. Например: 養蒙 воспитывать малолетних;
- темнота, необразованность, неграмотность. Например: 啟蒙 обучать грамоте.

Таким образом, Недоразвитость — это непросвещённость, отсутствие необходимых знаний, а также преодоление недоразвитости путём получения наставлений от учителя. Причём инициатива просвещения должна исходить только снизу, то есть от ученика. Обратный процесс не приведёт к положительному результату, так как будет построен на насилии. Поэтому сказано: не я ищу недоразвитых, недоразвитые ищут меня. Кроме того, познающий должен сохранять заинтересованность в обучении, а не быть пассивным. В Луньюй говорится: 子曰：「不憤不啟；不悱不發；舉一隅不以三隅反，則不復也。」Учитель сказал: «Того, кто не стремится [к достижению знания], не следует направлять [на правильный путь]. Тому, кто не испытывает трудностей в выражении своих мыслей, не следует помогать. Того, кто не в состоянии по одному углу [предмета] составить представление об остальных трёх, не следует учить». Поэтому сказано: Первое гадание сообщу, второе и третье — смутит, раз смутит, то не сообщу.
Первая черта: В начале обучения ученик не обладает необходимым уровнем знаний, поэтому полностью зависим от наставлений учителя. Учитель вынужден жёстко контролировать процесс обучения, на что образно указывает фраза «благоприятно пытать людей». Тем не менее, учитель предоставляет ученику минимальную свободу действия (благоприятно снимать кандалы), но большая самостоятельность ученика приведёт лишь к сожалению.
Вторая черта: Если в начале обучения ещё присутствует некоторая неопределённость в способностях ученика, то на втором этапе уже можно сказать, что его потенциал перспективен (сын сумеет создать семью). Таким образом, и учитель подтверждает свою репутацию, способность к передаче знаний (принимать недоразвитого к счастью). Для него ученик становится как бы членом семьи, что образно выражено фразой «взятие жены к счастью».
Третья черта: Этап кризиса. Теоретические (внутренний аспект) знания ученика достаточны, но для практического их применение (внешний аспект) ещё недостает опыта. Прерывистая третья черта, как и первая, имеет природу инь. Для первой черты расположенная над ней сплошная черта ян (позиция учителя) была благоприятным фактором, придавая ей ускорение. Для третьей черты та же самая вторая черта ян, уже является отрицательным фактором, поскольку тянет её вниз. Ученик ещё не готов действовать самостоятельно, авторитет учителя (обладающий как знанием, так и опытом — богач) преобладет над ним. Поэтому сказано: незачем брать жену, увидит богача и не соблюдёт себя, ничего благоприятного.
Четвёртая черта: Хотя кризис миновал, но четвёртая черта инь находится в равноудалённом положении от второй и шестой черт ян, что создает ситуацию застоя. Хотя авторитет учителя уже не преобладает над учеником, его самостоятельные действия не эффективны, не дают положительного результата, он ещё не мастер. Понимание этого вызывает сожаление и страдание от недоразвитости внешнего аспекта, для развития которого опять требуется помощь учителя.
Пятая черта: Взаимопонимание между учителем и учеником достигает оптимального состояния. Процесс обучения идёт без осложнений и препятствий. Поэтому, хотя и говорится, что пятая черта — всё ещё выражает недоразвитость, но преодоление этой недоразвитости порождает счастье. Успеху способствует влияние шестой ян черты.
Шестая черта: Конец недоразвитости. Недоразвитость разбита и отныне уже не может быть «разбойником» по отношению к ученику. Поэтому сказано: благоприятно противостоять разбойнику.
| Кунь (Земля) | Гэнь (Гора) | Кань (Вода) | Сунь (Ветер) | Чжэнь (Гром) | Ли (Огонь) | Дуй (Водоём) | Цянь (Небо) | Верхняя триграммаНижняя триграмма |
| ------------ | ----------- | ----------- | ------------ | ------------ | ---------- | ------------ | ----------- | --------------------------------- |
| 11.Тай       | 26.Да-чу    | 5.Сюй       | 9.Сяо-чу     | 34.Да-чжуань | 14.Да-ю    | 43.Гуай      | 1.Цянь      | Цянь (Небо)                       |
| 19.Линь      | 41.Сунь     | 60.Цзе      | 61.Чжун-фу   | 54.Гуй-мэй   | 38.Куй     | 58.Дуй       | 10.Ли       | Дуй (Водоём)                      |
| 36.Мин-и     | 22.Би       | 63.Цзи-цзи  | 37.Цзя-жэнь  | 55.Фян       | 30.Ли      | 49.Гэ        | 13.Тун-жэнь | Ли (Огонь)                        |
| 24.Фу        | 27.И        | 3.Чжунь     | 42.И         | 51.Чжэнь     | 21.Ши-хо   | 17.Суй       | 25.У-ван    | Чжэнь (Гром)                      |
| 46.Шэн       | 18.Гу       | 48.Цзин     | 57.Сунь      | 32.Хэн       | 50.Дин     | 28.Да-го     | 44.Гоу      | Сунь (Ветер)                      |
| 7.Ши         | 4.Мэн       | 29.Кань     | 59.Хуань     | 40.Цзе       | 64.Вэй-цзи | 47.Кунь      | 6.Сун       | Кань (Вода)                       |
| 15.Цянь      | 52.Гэнь     | 39.Цзянь    | 53.Цзянь     | 62.Сяо-го    | 56.Люй     | 31.Сянь      | 33.Дунь     | Гэнь (Гора)                       |
| 2.Кунь       | 23.Бо       | 8.Би        | 20.Гуань     | 16.Юй        | 35.Цзинь   | 45.Цуй       | 12.Пи       | Кунь (Земля)                      |